# Peter Esseiva
Peter Esseiva (in latino Petrus Esseiva; Friburgo, 3 aprile 1823 – Friburgo, 8 maggio 1899) è stato un poeta e politico svizzero, autore di componimenti poetici in lingua latina.

## Biografia
Figlio di un commerciante di vini cattolico di lingua tedesca di Friburgo, studiò al Collegio Saint-Michel della città natale. Dal 1845 fu insegnante di lingua tedesca alla scuola media francese. 
Fu vicecancelliere del canton Friburgo dal 1846 al 1847; ma fu sollevato dall'incarico in conseguenza della sconfitta del Sonderbund. Nel 1849 si trasferì a Roma al servizio di Pio IX nella Guardia Svizzera Pontificia, dapprima come capitano uditore, e in seguito gran giudice. Con la presa di Roma (1870) ritornò a Friburgo, dove fu giudice del tribunale cantonale (1870-89) e deputato conservatore nel Gran Consiglio (1888-96).
Peter Esseiva fu autore di carmi in lingua latina di argomento religioso o satirico. Partecipò numerose volte al Certamen poeticum Hoeufftianum, un prestigioso concorso poetico in lingua latina che si è svolto ad Amsterdam dal 1844 al 1978 e fu premiato sedici volte, dal 1872 al 1889, ottenendo dodici volte la medaglia d'oro del primo premio e quattro volte la gran lode. I suoi versi erano formalmente brillanti; trattavano argomenti quali le ferrovie o l'emancipazione delle donne. Scrisse anche un saggio sulla Guerra del Sonderbund che suscitò numerose polemiche con conseguenti processi che gli intentarono radicali e conservatori moderati.